# شرایط استاندارد دما و فشار

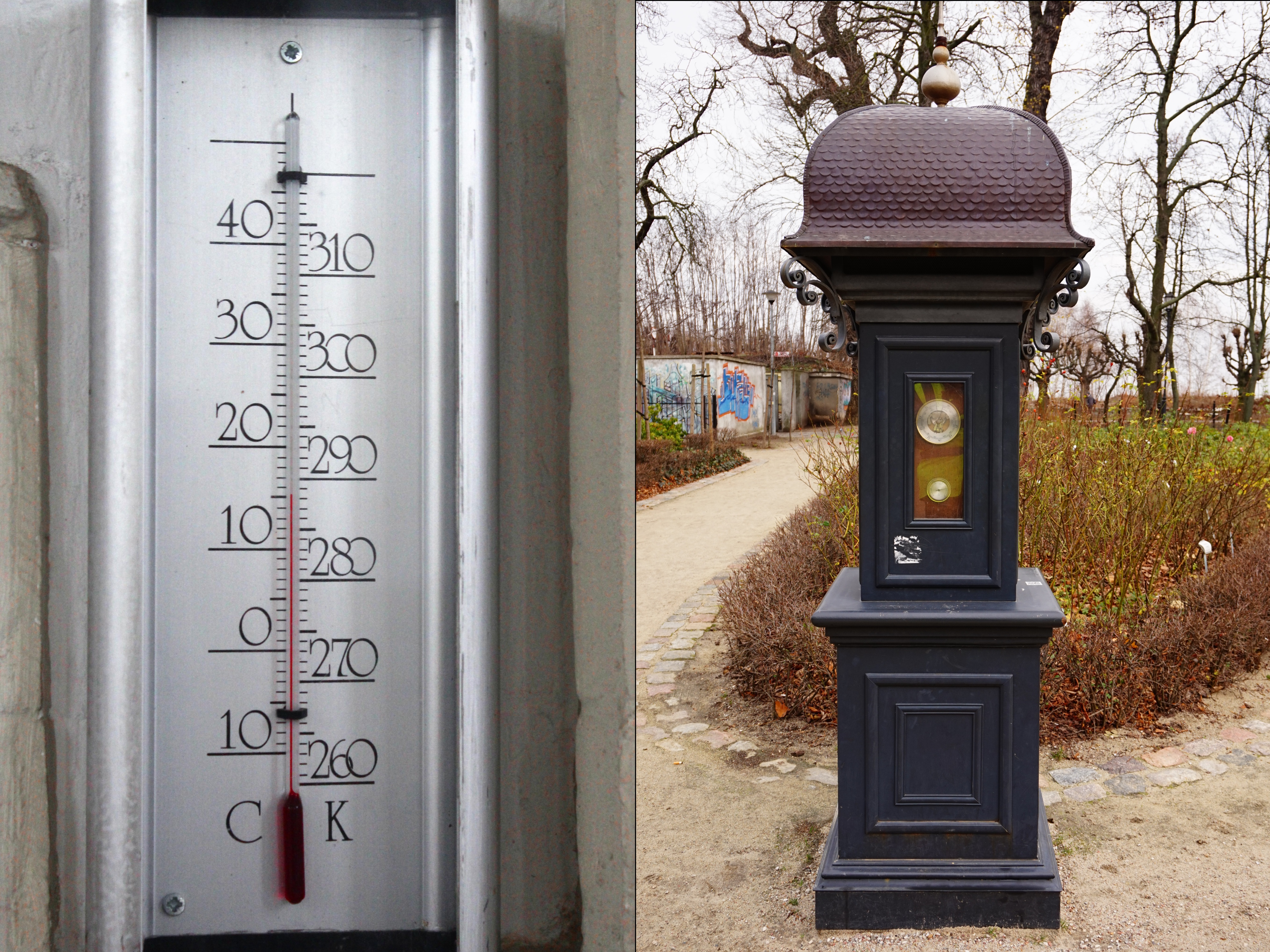
اندازه گیری دما و فشار

استاندارد دما و فشار یا STP در شیمی و سایر دانش‌ها، مجموعهٔ استانداردی از شرایط برای اندازه‌گیری‌های تجربی است که مقایسه بین مجموعه‌ای از داده‌ها را امکان‌پذیر می‌سازد. در حال حاضر، در میان همهٔ ملت‌ها شرایط STP تعیین‌شده توسط آیوپاک (اتحادیهٔ بین‌المللی شیمی محض و کاربردی)، فشار مطلق ۱۰۰ کیلو پاسکال (معادل ۱ اتمسفر) و دمای ۲۷۳٫۱۵ کلوین (معادل صفر درجه سیلسیوس) است.
برخی از سازمان‌ها گونه‌های دیگری از تعاریف معادل را برای «شرایط استاندارد از نظر دما و فشار» پذیرفته‌اند که از جملهٔ آنها شرایط استاندارد دما و فشار است.
در شرایط استاندارد دما و فشار حجم یک مول از هر گاز ایده‌آل برابر با ۲۲٫۴ لیتر است. در صنعت و تجارت، شرایط استاندارد دما و فشار اغلب برای تعریف شرایط مرجع استاندارد برای بیان حجم گازها و مایعات و کمیت های مرتبط مانند سرعت جریان حجمی (حجم گازها به طور قابل توجهی با دما و فشار متفاوت است) ضروری است. متر مکعب استاندارد در ثانیه (Sm3/s)، و متر مکعب معمولی در ثانیه (Nm3/s) می باشد.
با این حال، بسیاری از نشریات فنی (کتاب ها، مجلات، آگهی های تجهیزات و ماشین آلات) به سادگی "شرایط استاندارد" را بدون مشخص کردن آنها بیان می کنند. اغلب این اصطلاح را با «شرایط عادی» یا «NC» قدیمی‌تر جایگزین می‌کنند. در موارد خاص این می تواند منجر به سردرگمی و خطا شود. تمرین خوب همیشه شرایط مرجع دما و فشار را در بر می گیرد.  اگر بیان نشده باشد، برخی از شرایط محیطی اتاق فرض می شود، نزدیک به فشار ۱ اتمسفر، ۲۹۳ کلوین(۲۰ درجه سانتیگراد)و رطوبت ۰٪

## تعاریف
در شیمی، آیوپاک تعریف خود را از دما و فشار استاندارد در سال ۱۹۸۲ تغییر داد:
تا سال ۱۹۸۲، استاندارد دما و فشار به عنوان دمای ۲۷۳.۱۵ درجه سلسیوس (K = کلوین) یا (۳۲ درجه سانتی گراد) و ۱ K فشار مطلق دقیقاً ۱ atm (۱۰۱.۲۳۵ کیلوپاسکال) تعریف می‌شد. از سال ۱۹۸۲، استاندارد دما و فشار به عنوان دمای ۲۷۳.۱۵ K (۰ ° C، ۳۲ °F) و فشار مطلق دقیقاً ۱۰۵ Pa (۱۰۰ کیلوپاسکال، 1 bar) تعریف شده است.
NIST از دمای ۲۰ درجه سانتی گراد (۱۵/۲۹۳ کلوین، ۶۸ درجه فارنهایت) و فشار مطلق ۱ اتمسفر (۱۴.۶۹۶ کیلوپاسکال و psi ۱۰۱.۳۲۵) استفاده می‌کند. این استاندارد دما و فشار معمولی (به اختصار NTP) نیز نامیده می شود.  با این حال، دما و فشار رایج مورد استفاده توسط NIST برای آزمایش‌های ترمودینامیکی ۲۹۸.۱۵ K (۲۵ درجه سانتی گراد، ۷۷ درجه فارنهایت) و ۱ بار (۱۴.۵۰۳۸ psi ۱۰۰ کیلو پاسکال) است. NIST همچنین از "۱۵ °C (۵۹°F)" برای جبران دمای فرآورده های نفتی تصفیه شده استفاده می کند، علیرغم اینکه این دو مقدار دقیقاً با یکدیگر سازگار نیستند.
شرایط مرجع استاندارد؛ ایزو ۱۳۴۴۳ برای گاز طبیعی و سیالات مشابه ۲۸۸.۱۵ K (۱۵.۰۰ °C؛ ۵۹.۰۰°F) و ۱۰۱.۳۲۵ کیلوپاسکال است؛ در مقابل، مؤسسه نفت آمریکا °۶۰(۱۵.۵۶ °C؛ ۲۸۸.۷ K) را پذیرفته است.

### استفاده های گذشته
قبل از سال ۱۹۱۸، بسیاری از متخصصان و دانشمندان با استفاده از سیستم متریک واحدها، شرایط مرجع استاندارد دما و فشار برای بیان حجم گاز را ۱۵ درجه سانتی گراد (۲۸۸.۱۵ K؛ ۵۹.۰۰ درجه فارنهایت) و ۱۰۱.۳۲۵ کیلو پاسکال (۱.۰۰ اتمسفر؛ ۷۶۰ Torr) تعریف کردند. در همان سال‌ها، متداول‌ترین شرایط مرجع استاندارد مورد استفاده برای افرادی که از سیستم‌های امپراتوری یا مرسوم ایالات متحده استفاده می‌کردند، دمای ۶۰ درجه فارنهایت (۱۵.۵۶ درجه سانتی‌گراد؛ ۲۸۸ K) و ۱۴.۶۹۶ psi (۱ atm) بود زیرا تقریباً به طور جهانی توسط روغن استفاده می‌شد و صنایع گاز در سراسر جهان  تعاریف فوق دیگر رایج ترین تعاریف مورد استفاده در هیچ یک از سیستم های واحد نیستند.